# Улифантс (приток Гауритса)
У́лифантс (О́лифантс, Слоновая, У́лифантсрифир, африк. Olifantsrivier, англ. Olifants River) — река в Южной Африке, в Южно-Африканской Республике, основной исток реки Гауритс, которую образует при слиянии с рекой Гамка. Исток в Западно-Капской провинции, на границе с Восточно-Капской провинцией, к югу от хребта Свартберге, восточнее города Юниондейл. Течёт в межгорной долине Малое Кару, расположенной между северными (Свартберге, Коуга) и южными (Лангеберге, Оутениква) цепями хребтов, по территории Западно-Капской провинции в западном направлении мимо Оудсхурна и сливается с рекой Гамка, которая течёт в южном направлении. Бассейн включает территорию региона Большое Кару в Восточно-Капской провинции к северу от хребта Свартберге. У истока принимает правый приток Трака (Traka River, Тракарифир, Trakarivier). У города Де-Рюст, к западу от гор Каманасси (1854 м) принимает левый приток Камманасси (Kammanassie River, Камманассирифир), на котором находится водохранилище Камманасси. Длина 185 км. На реке находится водохранилище Стомпдриф, плотина которого построена в 1965 году. Используется для орошения.